# La Boule noire (téléfilm)
Pour les articles homonymes, voir La Boule noire.
Pour plus de détails, voir Fiche technique et Distribution.
La Boule noire est un téléfilm dramatique français réalisé par Denis Malleval, tourné en 2014 et diffusé en 2015 sur France 3. Il s'agit de l'adaptation du roman du même nom de Georges Simenon.

## Synopsis
En 1979, Vincent Ferreira, gérant d'un grand supermarché, se voit refuser la qualité de membre du Sporting Club où se retrouvent tous les notables de sa ville qui élisent leurs pairs par cooptation.

## Fiche Technique
- Titre original : La Boule noire
- Réalisation : Denis Malleval
- Scénario : Jacques Santamaria, d'après le roman
 La Boule noire de Georges Simenon
- Direction artistique : Bertrand L'Herminier
- Costumes : Sylvie Pensa
- Photographie : William Watterlot
- Son : Philippe Lecocq
- Montage : Élisabeth Guido
- Musique : Jean Musy
- Production : Jean-Baptiste Neyrac
- Société de production : Neyrac Films
- Société de distribution : France 3 Diffusion
- Pays d'origine :  France
- Langue : français
- Genre : drame
- Durée : 97 minutes
- Dates de diffusion :
  - Avant-première : 5 février 2015 (Festival des créations télévisuelles de Luchon)
  - Diffusion nationale : 17 février 2015 sur France 3

## Distribution
- Bernard Campan : Vincent Ferreira
- Antoine Duléry : Guy Carnot
- Virginie Lemoine : Nora Ferreira
- Louise Herrero : Florence Ferreira
- Linda de Suza : Luisa Ferreira
- Joël Lefrançois : Jean-Claude Rouvilly
- François-Régis Marchasson : Dr Soulié
- Tom Hudson : Julien Ferreira

## Production

### Tournage
Le téléfilm a été tourné en Charente-Maritime, précisément à Surgères, Saint-Jean-d'Angély, Rochefort et La Rochelle.

### Autour du film
L'enseigne du magasin, Euromarché, a réellement existé.

## Récompenses
- Festival TV de Luchon 2015[2] : 
  - Prix du meilleur réalisateur pour Denis Malleval
  - Prix d'interprétation masculine pour Bernard Campan